# Suavização do consumo
Suavização do consumo é um conceito econômico para a prática de otimizar o padrão de vida de uma pessoa por meio de um equilíbrio apropriado entre a poupança e o consumo ao longo do tempo. Uma taxa de consumo ótima deve ser relativamente estável ao longo das fases da vida de uma pessoa, em vez de flutuar descontroladamente. O consumo de bens luxuosos na velhice não compensa um consumo empobrecido em outras fases da vida.
Uma vez que a renda tende a ter um crescimento gradual ao longo da vida de um indivíduo, a teoria econômica sugere que os indivíduos devem, em média, ter uma taxa de poupança baixa ou negativa nas fases iniciais da sua vida, elevada na meia-idade e negativa durante a aposentadoria. Embora muitos livros populares sobre finanças pessoais defendam que os indivíduos devem, em todas as fases das suas carreiras, economizar dinheiro para poupança, o economista James Choi afirma que isto diverge da visão dos economistas.

## Modelo de Hall e Friedman
O modelo de Hall para a suavização de consumo foi inspirado em Milton Friedman. Desde a hipótese da renda permanente de Friedman, em 1956, e o modelo do ciclo de vida de Modigliani e Brumberg, em 1954, a ideia de que os agentes preferem uma trajetória estável de consumo é amplamente aceita. Essa ideia veio substituir a percepção de que as pessoas tinham uma propensão marginal a consumir e, portanto, o consumo em determinado momento estaria vinculado à renda no mesmo período.
A teoria de Friedman argumenta que o consumo está vinculado à renda permanente dos agentes. Assim, quando a renda é afetada por choques transitórios, por exemplo, o consumo dos agentes não deve mudar, pois eles podem usar poupança ou empréstimos para fazer ajustes. Essa teoria pressupõe que os agentes são capazes de financiar o consumo com ganhos que ainda não foram gerados e, portanto, pressupõe mercados de capitais perfeitos. Em 1978, Robert Hall formalizou a ideia de Friedman. Ao levar em conta os retornos decrescentes do consumo e, portanto, assumindo uma função de utilidade côncava, ele mostrou que os agentes escolheriam, de forma otimizada, manter um caminho estável de consumo.
Conforme o artigo de Hall:
{\displaystyle E_{t}}sendo a expectativa matemática condicionada a todas as informações disponíveis em {\displaystyle t}
{\displaystyle \delta =1/\beta -1} sendo a taxa de preferência temporal do agente
{\displaystyle r_{t}=R_{t}-1\geq \delta } sendo a taxa de juros real em {\displaystyle t}
{\displaystyle u} sendo a função de utilidade estritamente côncava de um período
{\displaystyle c_{t}} sendo o consumo em {\displaystyle t}
{\displaystyle y_{t}=w_{t}} sendo as rendas em {\displaystyle t}
{\displaystyle A_{t}} sendo os ativos, desconsiderando o capital humano, em {\displaystyle t}
os agentes escolhem a maximização do consumo:
{\displaystyle E_{0}\sum _{t=0}^{\infty }\beta ^{t}\left[u(c_{t})\right]}
Sujeito a uma sequência de restrições orçamentárias:
{\displaystyle A_{t+1}=R_{t+1}(A_{t}+y_{t}-c_{t})}
A condição necessária de primeira ordem neste caso será:
{\displaystyle \beta E_{t}R_{t+1}{\frac {u^{\prime }(c_{t+1})}{u^{\prime }(c_{t})}}=1}
Ao presumir que {\displaystyle R_{t+1}=R=\beta ^{-1}} obtemos, para a equação anterior:
{\displaystyle E_{t}u^{\prime }(c_{t+1})=u^{\prime }(c_{t})}
O que, devido à concavidade da função de utilidade, implica:
{\displaystyle E_{t}[c_{t+1}]=c_{t}}
Então, agentes racionais esperariam ter o mesmo nível de consumo em todos os períodos.
Hall também mostrou que para uma função de utilidade quadrática, o consumo ótimo é igual a:
{\displaystyle c_{t}=\left[{\frac {r}{1+r}}\right]\left[E_{t}\sum _{i=0}^{\infty }\left({\frac {1}{1+r}}\right)^{i}y_{t+i}+A_{t}\right]}
Essa expressão mostra que os agentes escolhem consumir uma fração do valor presente descontado de sua riqueza humana e financeira.

## Evidências empíricas para o modelo de Hall e Friedman
Robert Hall (1978) estimou a equação de Euler para encontrar evidências de um passeio aleatório no consumo. Os dados utilizados são as Contas Nacionais de Renda e Produto dos EUA (NIPA) trimestrais de 1948 a 1977. Para a análise, o autor não considera o consumo de bens duráveis. Embora Hall argumente que encontra alguma evidência de suavização do consumo, ele o faz usando uma versão modificada. Há também algumas preocupações econométricas sobre suas evidências. Wilcox (1989) argumenta que a restrição de liquidez é a razão pela qual a suavização do consumo não aparece nos dados. Zeldes (1989) segue o mesmo argumento e conclui que o consumo de uma família pobre está correlacionado com o rendimento em determinado momento, enquanto o consumo de uma família rica não está.
Uma meta-análise recente de 3000 estimativas relatadas em 144 estudos encontrou fortes evidências de suavização do consumo.